# فاكوندو بيليستري
فاكوندو بيليستري (بالإسبانية: Facundo Pellistri) (مواليد 20 ديسمبر 2001) هو لاعب كرة قدم من الأوروغواي يلعب في مركز الجناح في نادي مانشستر يونايتد.

## روابط خارجية
- فاكوندو بيليستري على موقع الاتحاد الأوربي (الإنجليزية)
- فاكوندو بيليستري على موقع قاعدة بيانات كرة القدم.إي يو (الإنجليزية)
- فاكوندو بيليستري على موقع ليكيب (الفرنسية)
- فاكوندو بيليستري على موقع ناشيونال فوتبول تيمز (الإنجليزية)
- فاكوندو بيليستري على موقع Soccerbase.com (لاعب) (الإنجليزية)
- فاكوندو بيليستري على موقع Soccerway.com (الإنجليزية)
- فاكوندو بيليستري على موقع عالم كرة القدم.نت (الإنجليزية)